# Stenopogon strataegus
Stenopogon strataegus là một loài ruồi trong họ Asilidae. Stenopogon strataegus được Gerstaecker miêu tả năm 1862.